# Ḫantili II.
Ḫantili II. war ein hethitischer Großkönig des 15. Jahrhunderts v. Chr.
Ḫantili II. war laut einer Urkunde Sohn des Alluwamna und wohl dessen Nachfolger. Andererseits hätte sein Vorgänger auch Taḫurwaili sein können.
Während seiner Regierungszeit fielen die Kaškäer wiederholt in das Hethiterland ein. Sie zerstörten die Nerik und Tiliura, weswegen Hantili die Befestigungen der Hauptstadt Ḫattuša und weitere Städte verstärkte. Wahrscheinlich war er auch der Herrscher, der mit Paddatiššu, König von Kizzuwatna, einen Vertrag abschloss, nach dem Nomaden, die auf das Gebiet der Gegenseite gelangten, mit ihrem Besitz zurückgegeben werden mussten. Nachfolger wurde sein Sohn Zidanta II.